# Periodo (linguistica)
In grammatica, il periodo, o frase complessa, è un'unità complessa del discorso, composta da più frasi semplici, o proposizioni, combinate in una sola struttura dal senso compiuto.
Un periodo può essere suddiviso in più proposizioni, che sono pari al numero di predicati, sia verbali sia nominali, coniugati sia nei modi finiti sia in quelli indefiniti. Per esempio: Da due giorni piove  senza interruzione; In casa tutti si annoiano.
La struttura grammaticale del periodo è studiata dall'analisi logica del periodo.

## Periodo e proposizioni
Partendo da una frase complessa, ad esempio:
Martina decise, ignorando gli avvertimenti che la madre le aveva rivolto, di seguire i consigli dello sconosciuto e di fermarsi a comprare delle rose per la nonna.
è possibile distinguere cinque proposizioni differenti (in pratica tante quante i predicati):
a) Martina decise
b) ignorando gli avvertimenti
c) che la madre le aveva rivolto
d) di seguire i consigli dello sconosciuto
e) e di fermarsi 
f) a comprare delle rose per la nonna.
La prima di queste proposizioni è in questo caso la più importante, e viene chiamata proposizione principale o in qualche caso, reggente. Essa costituisce la struttura portante del periodo: tutte le altre proposizioni dipendono da essa, pertanto sono chiamate proposizioni subordinate.
La proposizione principale non è necessariamente la prima. Inoltre nel periodo a volte le proposizioni si presentano incastonate l'una nell'altra: è il caso delle proposizioni b e c, inserite nel mezzo della a, tra il soggetto (Martina) e il predicato (decise).
Le proposizioni subordinate, chiamate anche proposizioni coordinate, possono dipendere dalla proposizione principale: è il caso di b e d, che dipendono direttamente da a, o da un'altra proposizione subordinata. Nell'esempio, la proposizione c (che la madre le aveva rivolto) non dipende dalla principale, ma da b (ignorando gli avvertimenti). Per questo motivo si può dire che b è una proposizione subordinata di primo grado, mentre c è subordinata di secondo grado. Questo tipo di collegamento gerarchico tra le proposizioni di un periodo è chiamato subordinazione o ipotassi.
Le proposizioni non sono necessariamente subordinate tra loro: esse possono anche essere collegate mediante un segno d'interpunzione debole (di solito la virgola) o una congiunzione coordinante (e, che, perché, ...): questo tipo di collegamento è chiamato coordinazione o paratassi. Nell'esempio, d ed e sono due proposizioni coordinate tra loro mediante la congiunzione e: sono però anche subordinate di primo grado rispetto ad a. Anche la proposizione principale può avere una sua coordinata. Ci sono anche vari tipi di proposizioni coordinate, cioè:
- copulative come e, ne, neanche, nemmeno, anche e altre;
- avversative come ma, però, tuttavia, bensì e altre;
- disgiuntive come o, oppure, ovvero, ossia e altre;
- correlative come e...e, o...o, ora...ora e altre;
- esplicative come cioè, ossia, infatti e altre;
- conclusive come dunque, però, quindi e altre.